# Franz von Reichenau
Franz von Reichenau (* 6. Oktober 1857 in Wiesbaden; † 31. März 1940 in Heidelberg) war ein deutscher Diplomat.

## Leben
Franz von Reichenau war ein Sohn des preußischen Verwaltungsdirektors Fritz von Reichenau. Von 1878 bis 1880 studierte er Jura und Volkswirtschaft in Lausanne, Heidelberg, Straßburg und Berlin. Nach Ableistung seines Militärdienstes als Einjährig-Freiwilliger trat er 1883 zunächst in den Justiz-, 1885 in den Verwaltungsdienst des Reichslandes Elsass-Lothringen.
Von 1903 bis 1907 war er Ministerresident bei der Regierung von Germán Riesco Errázuriz in Santiago de Chile und zeitgleich bei der Regierung von Manuel José Estrada Cabrera in Guatemala akkreditiert. Von 1907 bis 1908 war er Ministerresident in Rio de Janeiro, von 1908 bis 1911 Ministerresident in Belgrad und von 1911 bis 1915 Ministerresident in Stockholm.
Franz von Reichenau war 1917/18 Mitglied der Deutschen Vaterlandspartei. 1916 übernahm er den Vorsitz des Vereins für das Deutschtum im Ausland, den er bis 1920 innehatte.
1919 erwarb er mit seiner Ehefrau Catherine Maria (Kate/Käthe, geborene Peipers; 1868–1940) das Schloss Rotenberg, welches er bis 1922 wieder aufbaute. Sehr großzügig zeigte er sich den Rotenberger Bürgern und ermöglichte verschiedene Infrastrukturprojekte, u. a. finanzierte er größtenteils den Neubau der Schlossstraße und der Oberen Schlossstraße 1921–1923. Die Dankbarkeit der Bevölkerung Rotenbergs drückt sich bis heute im Gedenkstein zum Straßenbau (der in der zweiten Kehre gegenüber dem Schloss aufgestellt wurde) aus: „Dieser Weg wurde 1921/22 unter Bürgermeister Menges von der Gemeinde Rotenberg und dem Schlossherrn Exzellenz von Reichenau durch das Wasser- und Straßenbauamt Sinsheim erbaut.“ Die Straße zwischen den Hofäckern und der Schloßstraße, die scheinbar genau auf das Schloss zuführt, trägt den Namen „Von-Reichenau-Straße“.
Am 6. Oktober 1930 trat Franz von Reichenau der NSDAP bei, für die er auch unter den regionalen Honoratioren warb. Eine Versammlung von Republikgegnern auf Schloss Rotenberg Ende des darauffolgenden Jahres führte zu einer Durchsuchungsaktion der badischen Staatsregierung; ein Verfahren wegen Verdachts des Hochverrats wurde im März 1932 von Oberreichsanwalt Karl August Werner eingestellt.